# Staffan Nordstrand
Staffan Nordstrand, född 1948, är en svensk författare och entreprenör inom data-, finans- och fastighetsbranschen. 

## Biografi
Nordstrand växte upp i Danderyds kommun. Han hade läs- och skrivsvårigheter i skolan, och slutade efter sjunde klass. Efter vidare utbildning började han arbeta i databranschen på bland annat IBM, Wang och Luxor Datorer och senare som entreprenör och egenföretagare.
Nordstrand började sitt skrivande med att skriva musiktexter tillsammans med Py Bäckman och Tommy Nilsson.
Han arbetade under många år som företagsledare och kom efter millennieskiftet att leda byggprojekt i Thailand. Han blev där varse fattigdomen, handeln med människor, droger, vapen och prostitutionen i landet och barnhandeln i grannländerna.  Dessa upplevelser kombinerat med faktainsamling blev grunden till trilogin Under floden, Tiggarpojken och Sista Färden. I böckerna får man följa fjortonåriga Pims familj från en fattig by via en uppfostringsbordell till prostitution i semesterparadiset Phuket. Hon lyckas fly, men återvänder så småningom för att begrava sin döda mor.
Nordstrand har därefter gett ut ytterligare  romaner, som alla har verklighetsbakgrund och handlar om mänskliga rättigheter, handel med människor, droger och vapen. Romanen Opium (2017) beskriver narkotikans väg från odlingar i Laos och vidare till Kina och sedan Hongkong och Macao. Slutligen når drogerna Stockholm och huvudpersonen Eva som träffar Fredde på hotell Malmen i Stockholm, där deras tid tillsammans blir mer än dramatisk med svek, lögner och mord. En recensent skriver att Nordstrand "skildrar livet i thailändska fängelser på ett övertygande sätt" och att det är uppenbart att Nordstrands ärende är att berätta om turistparadisets svarta baksida.
Nordstrand drev under en tid en ideell verksamhet som arbetade mot människohandel, droger och vapen under namnet "Beewithus".
Nordstrand gav 2022 ut sin nionde roman Boken om Lars som bygger på hans egna erfarenheter av att växa upp med dyslexi. Boken handlar om en liten kille som tycker det ska bli väldigt kul att börja skolan, men som blir mobbad av sina kompisar för att han har svårt att läsa och skriva och hamnar snabbt i utanförskap och blir placerad i olika fosterhem.
Nordstrand har i april-maj 2022 uppmärksammats för en 282 mil lång resa genom Sverige på en åkgräsklippare i syfte att "ge dyslexin en högre röst och ett bredare ansikte".